# Pia madre
La pia madre è una membrana sottile che aderisce alla superficie dell'asse nervoso. Insieme alla dura madre e l'aracnoide forma le meningi, le membrane che avvolgono il cervello e il midollo spinale. La pia madre e l'aracnoide, dette leptomeningi, derivano entrambe dalla cresta neurale, mentre la dura madre, o pachimeninge, deriva dal mesoderma embrionale. La pia madre racchiude il liquido cerebrospinale ed ha la funzione di proteggere il cervello. Contribuisce a formare la barriera emato-encefalica.

## Struttura
La pia madre è la più interna delle meningi (le altre sono l'aracnoide e la dura madre) ed è formata da un tessuto connettivo fibroso impermeabile sottile e traslucido, costituito da cellule appiattite disposte a formare due foglietti, uno interno e uno esterno. Questa membrana copre quasi l'intera superficie del cervello, eccetto fra i ventricoli, il foro di magendie, e i fori laterali di Luschka. La pia madre aderisce saldamente alla superficie del cervello e si collega in alcuni punti allo strato aracnoide, per questo le due membrana sono spesso indicate con il nome comune leptomeningi.
Tra la pia madre e l'aracnoide vi è uno spazio detto spazio subaracnoideo dove si trovano i plessi corioidei e le trabecole o filamenti fibrosi, che collegano e stabilizzano i due strati, consentendo adeguata protezione e facilitando il movimento di proteine, elettroliti, ioni e glucosio contenuti nel liquido cerebrospinale. La pia madre riveste i vasi destinati all'encefalo nella parte in cui penetrano nel tessuto nervoso e delimita uno spazio occupato da liquido interstiziale, non in comunicazione con il liquido cefalorachidiano degli spazi subaracnoidei. Negli spazi perivascolari, la pia madre comincia come rivestimento mesoteliale della superficie esterna, ma le cellule vengono in seguito sostituite da neuroglia.
Sebbene la pia madre sia strutturalmente simile in ogni parte del sistema nervoso che ricopre, può essere suddivisa in due partiː la pia madre craniale e quella spinale.

### Pia madre craniale
La sezione della pia madre che avvolge il cervello è conosciuta come la pia madre craniale. È ancorata al cervello dai processi degli astrociti, che sono cellule gliali  responsabili di molte funzioni, incluso il mantenimento delle condizioni ideali nello spazio extracellulare. La pia madre si unisce all'ependima, epitelio che riveste i ventricoli cerebrali implicato nella produzione del liquido cerebrospinale. Insieme agli altri strati meningei, la funzione della pia madre è quella di proteggere il sistema nervoso centrale contenendo il fluido cerebrospinale, che attutisce gli urti e protegge il cervello e la spina dorsale.
La pia cranica copre la superficie del cervello. Questo strato aderisce alle circonvoluzioni cerebrali e alle lamine cerebellari, ripiegandosi verso l'interno per creare la tela coroidea del terzo ventricolo e i plessi corioidei. A livello del cervelletto, la pia madre è più fragile a causa della lunghezza dei vasi sanguigni e della ridotta aderenza alla corteccia cerebrale.

### Pia madre spinale
La pia spinale avvolge il midollo spinale. La pia madre si attacca alla dura madre attraverso 21 paia di legamenti dentellati che passano attraverso l'aracnoide e la dura madre del midollo spinale. I legamenti denticolari aiutano ad ancorare il midollo spinale e ad evitare movimenti laterali, garantendo stabilità. La membrana in quest'area è molto più spessa della pia madre del cranio, il principale responsabile del maggiore spessore è lo strato esterno, costituito da tessuto connettivo. Nel punto in cui la pia madre raggiunge il cono midollare all'estremità del midollo spinale, la membrana si estende come un sottile filamento chiamato filum terminale, contenuto all'interno della cisterna lombare. Questo filamento si unisce con la dura madre e si estende fino al coccige. Si fonde quindi con il periostio - la membrana che riveste la superficie di tutte le ossa - e forma il legamento coccigeo.

## Funzione
Insieme alle altre membrane meningee, la pia madre ha la funzione di ricoprire e proteggere il sistema nervoso centrale, proteggere i vasi sanguigni e racchiudere i seni venosi del SNC e contenere il liquido cerebrospinale.

### Produzione e circolazione del liquido cerebrospinale
Il liquido cerebrospinale circola attraverso i ventricoli, le cisterne e lo spazio subaracnoideo all'interno del cervello e del midollo spinale. Circolano circa 150 ml di liquido, che vengono costantemente riciclati e sostituiti, grazie anche alla produzione giornaliera di circa 500 ml di nuovo liquido. Il liquido cerebrospinale viene principalmente secreto dal plesso coroideo; tuttavia, circa un terzo è secreto dalla pia madre, dalle altre superfici ventricolari ependimali e dalle membrane aracnoidali. Il liquido scorre nei ventricoli e cervelletto attraverso i tre forami nel cervello, per poi terminare il suo ciclo nel sangue venoso dove giunge attraverso strutture dette granulazioni aracnoidee.

### Spazi perivascolari
La pia madre consente la formazione di spazi perivascolari che fungono da sistema linfatico del cervello. Nel resto del corpo, piccole quantità di proteine sono in grado di fuoriuscire dai capillari parenchimali attraverso il sistema linfatico. Nel cervello, escono attraverso la pia madre ed entrano nello spazio subaracnoideo per poi fluire nel liquido cerebrospinale, finendo nelle vene cerebrali. Gli spazi perivascolari consentono il passaggio di fluidi, proteine e particelle estranee o di rifiuto come i globuli bianchi morti.

### Permeabilità
Una funzione della pia madre è quella di formare la barriera emato-encefalica, che mantiene separato il liquido cerebrospinale dal sangue, consentendo il passaggio limitato di sodio, cloro e potassio, e impedendo il passaggio di proteine del plasma o molecole organiche.
Pia madre ed ependima hanno un'elevata permeabilità, perciò quasi tutto ciò che entra nel liquido cerebrospinale è in grado di entrare nel liquido interstiziale del cervello. La permeabilità viene controllata dai processi astocitari, che aiutano a limitare la diffusione di sostanze nel SNC.
La permeabilità della pia madre serve a collegare strettamente il fluido cerebrale interstiziale e il liquido cerebrospinale e consentire loro di rimanere quasi omogenei in termini di composizione. In caso di trauma cranico, quando il cranio entra in contatto con un altro oggetto, il cervello viene protetto dall'urto grazie alla somiglianza nella densità tra i due fluidi. Il cervello non va a sbattere sulle pareti del cranio ma viene rallentato e fermato dalla viscosità del fluido.
La differenza di permeabilità tra barriera emato-encefalica e pia madre ha delle importanti implicazioni in medicina. I farmaci che entrano nel flusso sanguigno infatti non possono penetrare nel cervello, ma devono essere somministrati nel liquido cerebrospinale.

## Patologia

### Meningite
La meningite è l'infiammazione della pia madre e dell'aracnoide. Può essere causata da batteri, virus, funghi e farmaci. La meningite batterica è causata batteri che entrano nel sistema nervoso centrale attraverso il flusso sanguigno. All'interno dello spazio subaracnoideo, i batteri si moltiplicano e causano l'infiammazione, anche a causa del rilascio di eventuali tossine,come il perossido di idrogeno. Le tossine possono danneggiare i mitocondri e produrre una risposta immunitaria su larga scala. Il sintomo principale è il mal di testa, trasmesso attraverso le fibre nervose sensoriali trigeminali che corrono all'interno della pia madre. Gli effetti neuropsicologici disabilitanti coinvolgono oltre la metà dei sopravvissuti alla meningite batterica.

### Meningiomi
i tumori delle meningi vengono chiamati meningiomi. La maggior parte dei meningiomi cresce a partire dall'aracnoide verso l'interno, esercitando una pressione sulla pia madre e quindi sul cervello o sul midollo spinale. I meningiomi rappresentano il 20% dei tumori cerebrali primari e il 12% dei tumori del midollo spinale, e sono per il 90% benigni. Tendono a crescere lentamente, per questo i sintomi possono insorgere dopo anni dalla loro formazione. I sintomi includono mal di testa e convulsioni. I trattamenti disponibili includono la chirurgia e le radiazioni.

## Etimologia
L'origine del nome risale al X secolo d.C., quando il medico persiano Ali ibn Abbas al-Majusi utilizzò il termine arabo al umm per definire le meningi. Il termine letteralmente significa "madre", ma era usato per denominare qualsiasi materiale avvolgente. La dura membrana esterna fu chiamata al umm al djafiya, e quella delicata interna al umm al rigiga. Quando gli scritti di Abbas furono tradotti in latino nell'XI secolo, il traduttore, che probabilmente non aveva familiarità con l'anatomia delle meningi, tradusse letteralmente il termine al umm, e si riferì alle membrane con "dura madre" e "pia madre" ("pio" nel senso di "delicata").